# Нова-Хелмжа
Нова-Хелмжа — деревня в гмине Хелмжа Торуньского повета Куявско-Поморского воеводства в центральной части севера Польши.